# Enniskerry
Enniskerry (iriska: Áth na Sceire) är en ort i republiken Irland.   Den ligger i grevskapet Wicklow och provinsen Leinster, i den östra delen av landet, 16 km söder om huvudstaden Dublin. Enniskerry ligger 69 meter över havet och antalet invånare är 1 811.
Terrängen runt Enniskerry är kuperad åt sydväst, men åt nordost är den platt. Enniskerry ligger nere i en dal.Runt Enniskerry är det tätbefolkat, med 427 invånare per kvadratkilometer. Närmaste större samhälle är Dublin, 16,5 km norr om Enniskerry. Trakten runt Enniskerry består i huvudsak av gräsmarker.